# إستر سنايدر
إستر سنايدر (بالإنجليزية: Esther Snyder)‏ هي سيدة أعمال أمريكية، ولدت في 7 يناير 1920 في سورنتو في الولايات المتحدة، وتوفيت في 4 أغسطس 2006 في بالدوين بارك في الولايات المتحدة. شاركت مع زوجها هاري سنايدر في تأسيس سلسلة مطاعم إن-ان-أوت برجر.

## وصلات خارجية
- إستر سنايدر على موقع إن إن دي بي (الإنجليزية)